# The Laundromat : L'Affaire des Panama Papers
Pour plus de détails, voir Fiche technique et Distribution.
The Laundromat : L'Affaire des Panama Papers est un film américain réalisé par Steven Soderbergh et sorti en 2019. Il s'inspire de l'affaire des Panama Papers, un scandale qui a secoué le monde en 2016.
Il est présenté en compétition officielle lors de la Mostra de Venise 2019 puis au festival international du film de Toronto 2019 avant une sortie exclusive sur Netflix. Il reçoit des critiques mitigées dans la presse.

## Argument et structure
The Laundromat tient du film à sketches ou du film choral,, enchaînant les historiettes sur le fil rouge du récit fait par Jürgen Mossack et Ramón Fonseca, qui ont dirigé à Panamá un des plus gros cabinets mondiaux de montage financier, jusqu’à son implosion après la fuite des Panama papers.
Il s’agit d'une adaptation du livre de Jake Bernstein, journaliste membre de l’ICIJ, le consortium qui a dépouillé les gigaoctets de données des Panama papers : Secrecy World: Inside the Panama Papers Investigation of Illicit Money Networks and the Global Elite. Le livre et le film démontent les mécanismes opaques des sociétés offshore, et ce qu’elles recouvrent de légal comme d’illégal : optimisation fiscale, fraude fiscale, blanchiment de l’argent des réseaux criminels et de la corruption.
C’est un exemple de film brisant le « quatrième mur » : les personnages principaux passent de la fiction prohibant le regard caméra à l’adresse au spectateur, dans laquelle ils lui expliquent (leur version de) l'affaire des Panama Papers.

## Synopsis
Jürgen Mossack et Ramón Fonseca, au cœur de l'affaire des Panama Papers, dévoilent aux spectateurs plusieurs « secrets » sur le montage offshore et l'argent en général. Ils commencent leur histoire, en smoking et en buvant du champagne, avec un groupe du paléolithique inférieur pour expliquer la naissance de l’argent. L’action des cinq chapitres qui suivent se déroule en 2010.
Premier secret« Les humbles sont dans la mouise »
Ellen Martin et son mari sont victimes d’un naufrage sur le lac George et lui se noie. L’assureur du bateau, de rachat en réassurance, répond qu’elle ne peut couvrir le naufrage du bateau du capitaine Perry. L'assureur est United, une société basée à Niévès (île des Caraïbes), en relation étroite avec Mossack Fonseca et dirigée par Irvin Boncamper.
Deuxième secret« Ce ne sont que des coquilles »
Ellen achète un superbe appartement panoramique à Las Vegas. En le visitant, elle découvre que la vente est annulée, l’appartement est vendu à des Russes qui ont payé comptant le double. La banque de ceux-ci les a mis en relation avec Mossack Fonseca, pour placer (blanchir…) leurs revenus en faisant acheter des appartements aux États-Unis par une société-écran et échapper à l’impôt : ni locaux, ni employés, mais confidentialité. Ellen prend l’avion pour Nieves pour rencontrer Boncamper. Devant les dizaines de boîtes aux lettres de sociétés fantômes, elle le demande à quelqu’un qui assure ne pas le connaître : Boncamper. Elle le revoit par hasard à l’aéroport de Miami, où il est arrêté sous ses yeux. À Panama, Mossack est informé de son arrestation. Ellen découvre que la société acheteuse de son appartement est panaméenne et fait partie des sociétés créées par Mossack Fonseca. Ellen tente vainement d’alerter la presse. Après la mort accidentelle d’une employée de Mossack Fonseca, « directrice » de 25 000 sociétés, le cabinet doit remplir 25 000 formulaires de changement de direction.
Troisième secret« Dites-le à un ami »
Ramón Fonseca raconte qu’il est devenu avocat pour aider les humbles, mais qu’il s’est avéré plus facile de s’aider lui-même, en aidant 240 000 entreprises à « l’esquive fiscale ». Parmi ces clients, le chef du cartel de Sinaloa… et quelques autres du même acabit.
Quatrième secret« Le b-a-ba des pots-de-vin »
Charles, un client africain de Mossack Fonseca vivant à Los Angeles, est surpris par sa fille avec une de ses amies. Il veut acheter son silence en lui cédant une société dont les titres sont au porteur, valant 20 millions de dollars. Lorsqu’elle vient prendre possession de sa société, Mossack lui apprend que celle-ci, administrée par un fonds enregistré aux Seychelles, ne vaut plus que 37 dollars. Tout en faisant leurs courses, Mossack et Fonseca expliquent la différence entre confidentialité (fermer la porte des toilettes) et secret (fermer la porte pour y faire autre chose que son usage habituel). Mais il arrive qu’ayant un peu bu, la confidentialité passe la nuit avec le secret… Ainsi une chambre peut être en Chine et sa fenêtre aux îles Vierges britanniques. Ils croisent Ellen, stupéfaite de l’étendue des pots-de-vin, de la corruption, du blanchiment que cache cette imbrication de sociétés et qu’elle a découverte sur Internet.
Cinquième secret« Assassinats »
Les narrateurs expliquent que ce n’est pas leur faute, ce qui s’est passé à Chongqing, en Chine. L'homme d'affaires Maywood (inspiré de Neil Heywood) dissimule les fonds de Bo Xilai, haut responsable chinois, dans les îles Vierges britanniques et dans une villa de la Côte d'Azur : « un gant blanc pour qu’ils ne se salissent pas les mains ». Il a rendez-vous avec Gu Kailai, son épouse, qu’il tente de faire chanter : elle l’empoisonne. Elle essaie de se faire couvrir par la police, mais Bo Xilai est arrêté pour corruption à l’issue d’un vibrant réquisitoire contre… la corruption devant le comité central du PCC, ainsi que Gu Kailai, pour assassinat. Ce n’est pas leur faute. Dans une église, Mossack et Fonseca demandent d’où viennent les méthodes qu’ils appliquent ? Des États-Unis, comme dans le Delaware, où une seule adresse est le siège de 285 000 sociétés, dont aucune ne paye d’impôts — en confidence, Mossack et Fonseca chuchotent que le réalisateur du film en possède cinq et le scénariste une… La Suisse, le Luxembourg ou Hong Kong ne font que les imiter. C’est légal, c’est de l’optimisation fiscale, dont la distance avec la fraude fiscale est aussi mince qu’un mur de prison. Ils passent le relais à Ellen, qui a tout perdu, réduite à prier dans cette même église. Elle demande à Dieu si les humbles hériteront de la Terre de son vivant. Si tous les escrocs savaient le mal qu’ils leur font, demanderaient-ils leur pardon ? Mais ils le savent, et peu leur importe.
Avril 2016. Mossack et Fonseca découvrent avec stupeur la divulgation des Panama Papers par « John Doe ». Ellen, ravie, regarde Barack Obama réagir à la télévision : « La plus grande partie de tout cela est légal, et c’est ça, le problème ». Le scandale cause le départ de plusieurs chefs de gouvernement. Une réunion de Mossack Fonseca est interrompue par un appel téléphonique demandant des informations sur Odebrecht. Ils sont arrêtés pour leur implication dans le scandale Odebrecht et avec 3 500 autres criminels, protestent en clamant que le président panaméen lui-même était financé par Odebrecht. Le cabinet doit fermer, ils regrettent juste… de n’avoir pas plus investi dans la sécurité informatique. Ils concluent devant une plage tropicale qui se transforme en cellule de prison, dont ils sortent 3 mois plus tard, en demandant si nous voulons revenir au troc préhistorique. Et qui a gagné ? « Les États-Unis, le plus grand paradis fiscal du monde. » Et tous leurs concurrents, qui prospèrent toujours. En quittant le studio, ils croisent leur nouvelle « directrice » de 25 000 sociétés : c’est « John Doe », qui enlève ses postiches : c’est Ellen ou son interprète, Meryl Streep. Changer est urgent, lance-t-elle en brandissant… sa brosse à cheveux dans une posture rappelant la statue de la Liberté.

## Fiche technique
Sauf indication contraire, les informations mentionnées dans cette section peuvent être confirmées par la base de données cinématographiques IMDb,  présente dans la section « Liens externes ».
- Titre original et québécois : The Laundromat
- Titre français : The Laundromat : L'Affaire des Panama Papers
- Réalisation : Steven Soderbergh
- Scénario : Scott Z. Burns, d'après l'ouvrage Secrecy World: Inside the Panama Papers Investigation of Illicit Money Networks and the Global Elite de Jake Bernstein
- Musique : David Holmes
- Costumes : Ellen Mirojnick
- Direction artistique : Samantha Avila
- Décors : Howard Cummings
- Photographie : Steven Soderbergh (sous le pseudonyme de Peter Andrews)
- Montage : Steven Soderbergh (sous le pseudonyme de Mary Ann Bernard)
- Production : Scott Z. Burns, Lawrence Grey, Gregory Jacobs, Steven Soderbergh et Michael Sugar
  - Production déléguée : Jake Bernstein, Ben Everard et Douglas Urbanski
- Sociétés de production : Anonymous Content, Grey Matter Productions
- Société de distribution : Netflix
- Pays de production :  États-Unis
- Langue originale : anglais
- Format : couleur
- Durée : 95 minutes
- Genre : comédie dramatique, satire
- Dates de sortie :
  - Italie : 1er septembre 2019 (Mostra de Venise 2019 - compétition officielle)
  - Canada : 9 septembre 2019 (festival international du film de Toronto 2019 - Special Presentations)
  - Monde : 18 octobre 2019 (sur Netflix)

## Distribution
- Meryl Streep (VF : Frédérique Tirmont) : Ellen Martin / Elena / elle-même
- Gary Oldman (VF : Richard Sammel) : Jürgen Mossack
- Antonio Banderas (VF : Bernard Gabay) : Ramón Fonseca
- Jeffrey Wright (VF : Frantz Confiac) : Orville Boncamper
- David Schwimmer (VF : Julien Sibre) : Matthew Quirk
- Robert Patrick (VF : Achille Orsoni) : le capitaine Perry
- Sharon Stone (VF : Micky Sébastian) : Hannah
- James Cromwell (VF : Michel Ruhl) : Joseph David « Joe » Martin
- Matthias Schoenaerts (VF : Matthieu Albertini) : Maywood (inspiré de Neil Heywood)
- Melissa Rauch (VF : Sophie Froissard) : Melanie Martin
- Chris Parnell : un gringo
- Will Forte : un gringo
- Larry Wilmore (VF : Christophe Peyroux) : Jeff
- Nikki Amuka-Bird (VF : Virginie Emane) : Miranda
- Rosalind Chao (VF : Nathalie Duong) : Gu Kailai
- Nonso Anozie (VF : Daniel Lobé) : Charles
- Jessica Allain (VF : Aurélie Konaté) : Simone
- Amy Pemberton : Fetching
- Miracle Washington (VF : Corinne Wellong) : Astrid
- Jay Paulson (VF : Pierre Tessier) : Pasteur Conners
- Cristela Alonzo (VF : Isabelle Desplantes) : agent Kilmer
- Shoshana Bush : Rebecca Rubinstein
- Norbert Weisser (VF : Philippe Vincent) : le skieur suisse
- Marsha Stephanie Blake (VF : Géraldine Asselin) : Vincelle Boncamper
- Veronica Osorio : Maria
- Barack Obama : lui-même (images d'archives)

 Source et légende : version française (VF) sur RS Doublage

## Production

### Genèse et développement
En juillet 2016, il est annoncé que Steven Soderbergh va produire un film sur l'affaire des Panama Papers. En avril 2018, Steven Soderbergh devient par ailleurs le réalisateur du film, désormais intitulé The Laundromat. Alors que la production doit débuter à l'automne 2018, il est révélé que le scénario est signé par Scott Z. Burns, qui avait déjà collaboré avec Steven Soderbergh pour The Informant! (2009), Contagion (2011) et Effets secondaires (2013).
En octobre 2018, il est annoncé que le film sera distribué par Netflix qui ne paye d'ailleurs pas d'impôts.

### Attribution des rôles
En mai 2018, Meryl Streep, Gary Oldman et Antonio Banderas entrent en négociation pour jouer dans le film,.
En août 2018, Alex Pettyfer rejoint la distribution. Il retrouve ainsi Steven Soderbergh, qui l'avait dirigé dans Magic Mike (2012). En octobre 2018, les noms de Matthias Schoenaerts, Jeffrey Wright, Chris Parnell, Sharon Stone, James Cromwell, Melissa Rauch, Larry Wilmore et Robert Patrick s'ajoutent au film,.

### Tournage
Le tournage débute le 30 septembre 2018. Il a lieu en Californie (Los Angeles, Santa Clarita, Lake Arrowhead), en Floride (Miami, Key West) ainsi qu'à Las Vegas.

## Accueil
Le film reçoit des critiques mitigées. Sur l'agrégateur américain Rotten Tomatoes, il récolte 41% d'opinions favorables pour 174 critiques et une note moyenne de 5,50⁄10. Sur Metacritic, il obtient une note moyenne de 57⁄100 pour 35 critiques.
Les journaux français réservent pour leur part un accueil plus favorable. Libération juge le film « plaisant et impertinent, quoiqu'un peu trop farcesque ». Pour Le Nouvel Observateur, il s’agit d’une « évocation drolatique ». Si Télérama considère que « cette comédie noire séduit grâce à la virtuosité du réalisateur américain et de ses grands interprètes (Meryl Streep, Antonio Banderas, Gary Oldman) », c’est pour ensuite nuancer : « Mais quel crédit accorder à son propos alors que le film est diffusé sur Netflix et que la plateforme est connue pour pratiquer l’optimisation fiscale ? ».

## Distinctions

### Sélection
- Mostra de Venise 2019 : en compétition officielle